# Helen Wood
Helen Wood (nascida em 1986) é uma personalidade da televisão inglesa, colunista e ex- acompanhante . Ela é conhecida como a vencedora do Big Brother 15 e por sua coluna regular no jornal Daily Star até março de 2017. Seu primeiro livro de memórias, A Man's World, foi lançado em 3 de junho de 2019.

## Vida pregressa
Wood foi criado no bairro metropolitano de Bolton e tem dois irmãos. Quando ela tinha 16 anos, ela foi para um orfanato depois de sair de casa. Enquanto estava na escola, Helen engravidou de seu único filho, nascido em 2003. Ela frequentou o Thornleigh Salesian College .

## Carreira

### 2006: Acompanhamento
Em 2006, Wood era uma mãe solteira e endividada e foi recrutada como acompanhante por sua amiga Jenny Thompson . Ela afirma ter dormido com quatro jogadores de futebol milionários, três atores e um juiz enquanto trabalhava como acompanhante.

### 2010: trio de Wayne Rooney
Wood afirma que Wayne Rooney pagou £ 1.000 por um trio com ela e sua amiga Jennifer Thompson em um hotel de Manchester, enquanto sua esposa, Coleen Rooney, estava grávida de cinco meses. Foi relatado que seus advogados tentaram, sem sucesso, lutar contra as acusações quando elas surgiram pela primeira vez no início de agosto de 2010. Wood recebeu posteriormente £ 40.000 por sua história.

### 2011: Ordem de mordaça
Em 2011, um ator retirou um mandado de segurança para impedi-la de revelar seu relacionamento. O ator pagou a Wood £ 195 por sexo após contratá-la por meio de uma agência de acompanhantes em março de 2010. Apesar da liminar, o nome do ator foi divulgado na imprensa irlandesa e norte-americana.

### 2014:Big Brother
Em 2014, Wood ganhou controversamente o Big Brother 15, onde o prêmio do vencedor foi de £ 100.000. Ela foi a primeira mulher a vencer a competição desde o início do programa no Canal 5 .
Ofcom recebeu mais de 1.500 reclamações de Wood e Pauline Bennett intimidando Jale Karaturp. Wood recebeu um aviso no dia 12 devido ao bullying Jale Karaturp  e no dia 21, ela recebeu outro aviso devido ao uso de comportamento ameaçador com o colega de casa Matthew Davies.
Wood continuou sua rivalidade com a colega de casa Danielle McMahon após o término da série. Wood foi preso em março de 2015 após uma altercação com McMahon.
Ela voltou no Big Brother 16 por duas semanas como "Time Warp Housemate". Wood entrou em conflito com outro companheiro de casa do Time Warp, Brian Belo, chamando-o de "psicopata", comparando-o a um assassino e dizendo que ele "parecia um estuprador". Belo saiu de casa e Wood recebeu uma advertência formal. O chefe do canal 5, Ben Frow, a proibiu de aparecer na série ou no programa irmão, Bit on the Side, para sempre. Ele afirmou que é um "erro permitir que ela seja uma companheira de casa pela segunda vez".

### 2017 – presente: Outros projetos
Depois de sua aparição no Big Brother, Wood escreveu uma coluna para o tablóide britânico Daily Star . Em 3 de junho de 2019, Wood lançou seu primeiro livro de memórias autobiográficas, A Man's World . O livro detalha suas experiências com acompanhantes e Big Brother .